# ОШ „Јован Цвијић” ИО Село Костолац
ОШ „Јован Цвијић” ИО Село Костолац је четворогодишња образовна установа, која је своју основну делатност обавља као издвојено одељење Основне школе „Јован Цвијић” у Костолцу.
Школа у Селу Костолцу, коју је подигао Ђорђе Вајферт, настала је неких десетак година касније од прве школе на Руднику. Прва генерација ученика уписао се у ову школу 1895. године. Нова зграда у којој се и данас налази школа, изграђена је 1960. године. Школа, коју похађа педесет ученика распоређених у четири разреда, поред учионица за извођење наставе, поседује и фискултурну салу и предшколско одељење. 